# 의창군 (이공)
의창군 이강(또는 이공, 義昌君 李玒, 1428년 ~ 1460년 3월 28일(음력 2월 27일))은 조선 전기의 왕족으로, 조선 제4대 임금 세종의 10남이자 서3남이다. 생모는 신빈 김씨(愼嬪 金氏)이다. 시호는 강도(剛悼)이다.

## 생애
1428년(세종 10)에 세종의 서3남으로 태어나 1435년(세종 17)에 의창군으로 봉해졌다. 의창군은 세조의 반정에 적극 협조하였기에 세조가 매우 아꼈다. 1456년(세조 2)에 단종복위운동에 연루되어 은둔생활을 하다가 1460년(세조 6)에 병을 얻어 33세에 사망하였다. 세조는 많은 부조를 하였다. 1872년(고종 9)에 영종정경(領宗正卿)에 추봉되었다.
1463년 5월 4일 형제인 계양군 증 등과 자주 술을 마시던 익현군 련(翼峴君 璉)이 술병으로 사망하였다. 이때 세조는 '이것은 모두 계양군(桂陽君)의 허물이다. 의창군(義昌君)이 술로써 죽었는데, 익현군(翼峴君)도 또한 술로써 죽으니 매우 슬프다.' 하였다.
바로 강도라는 시호가 내려졌는데, 강의과감왈강 중년조요왈도(彊毅果敢曰"剛" 年中早夭曰"悼")라 하여 굳세고 과감(果敢)한 것을 "강"(剛) 이라 하고, 중년(中年)에 일찍 죽은 것을 "도"(悼)라 한다.

## 가족관계
부인으로는 김수(金修)의 딸 덕원군부인(德源君夫人, 1872년<고종 9>에 양원군부인德源君夫人으로 개봉)이 있으며, 자녀로는 사산군 정도공 호(蛇山君 玎悼公 灝) 및 두 딸이 있다. 부인은 1482년(성종 13)에 53세로 사망하였다.
- 부 : 4대 세종(世宗, 1397 ~ 1450)
- 모 : 신빈 김씨(愼嬪 金氏, 1406 ~ 1464)
  - 형 : 계양군 이증(桂陽君 李璔, 1427 ~ 1464)
  - 남동생 : 밀성군 이침(密城君 李琛, 1430 ~ 1479)
  - 남동생 : 익현군 이연(翼峴君 李璭, 1431 ~ 1463)
  - 남동생 : 영해군 이장(寧海君 李璋, 1435 ~ 1477)
  - 남동생 : 담양군 이거(潭陽君 李璖, 1439 ~ 1450)
  - 정부인 : 양원군부인 연안 김씨(梁源郡夫人 延安金氏 1429 ~ 1482) - 증 찬성 김수(金脩)의 딸
    - 장남 : 사산군 이호(蛇山君 李灝, ? ~ 1492년 7월 26일)
    - 며느리 : 고성 이씨 - 이호연(李浩然)의 딸
      - 손자 : 동성군 이순(東城君 李詢, ? ~ ?년 4월 24일)
      - 손자 : 화산군 이해(花山君 李諧)
      - 손녀 : 파평 윤씨 봉사(奉事) 윤구손(尹龜孫)의 처
      - 손녀 : 평양 조씨 판관(判官) 조수충(趙守忠)[2]

의 처
- -     -       - 손녀 : 평양 조씨 감역(監役) 조원효(趙元孝)의 처
      - 손녀 : 청송 심씨 심광정(沈光庭, 심광언의 형)의 처

    - 장녀 : 영산 신씨 참봉(參奉) 신우정(辛禹鼎)의 처
      - 손녀 : 전주 이씨(1472 ~ ?) - 광산 김씨 김종윤(金宗胤)의 처
      - 손자 : 신구수(辛龜壽, 1520 ~ ?)

    - 차녀 : 전주 이씨(? ~ 1539) - 고령 신씨 참판(參判) 신종호(申從濩)[4]의 처
      - 손자 : 고원위(高原尉) 신항(申沆, 1477 ~ 1507) - 성종의 차녀 혜숙옹주의 부마
      - 손자 : 신굉(申浤)
      - 손자 : 신순(申洵)
      - 손자 : 신잠(申潛)
      - 손녀 : 안동 권씨 참봉(參奉) 권의(權懿)의 처
      - 손녀 : 안동 권씨 권순형(權順衡)의 처

## 같이 보기
- 금성대군
- 안평대군
- 한남군
- 영풍군
- 수춘군